# Make love, not war
Make love, not war (дословно с англ. — «Занимайтесь любовью, а не войной») — антивоенный лозунг, приуроченный к войне во Вьетнаме

## Рождение лозунга
В разное время авторство фразы приписывалось многим людям, в их числе Гершон Легман, Род Маккуэн, радикальные активисты Пенелопа и Франклин Роузмонт, а также Дайан Ньюэлл Мейер, выпускница Орегонского университета в 1965 году.

## Использование в поп-культуре
- Слоган был использован в двух песнях 1973 года: «Mind Games» Джона Леннона и «No More Trouble» Боба Марли;
- Фигурирует в песне 1988 года «A Little Respect» Erasure;
- В фильме 1989 года «Поле его мечты» эту фразу придумал вымышленный персонаж Теренс Манн;
- Персонаж «Поп», из футуристического мюзикла группы Queen 2002 года «We Will Rock You», в начале шоу кричит: «Make love, not war!»[8];
- В 2006 обыгрывалась в названии 8 серии 10 сезона «Южного парка»: «Make love, not Warcraft»
- В фильме 2019 года «Мстители: Финал» в своем камео Стэн Ли проезжая на своей машине мимо солдат выкрикивает: «Занимайтесь любовью, а не войной!»[9][10].